# Fergus Suter
Fergus Suter (Glasgow, 21 de novembre de 1857 - Blackpool, 31 de juliol de 1916) va ser un paleta i futbolista escocès en els inicis d'aquest esport al Regne Unit, durant el segle xix. Ha estat considerat el primer futbolista professional de la història del futbol.
El seu primer equip fou el Partick, amb el que va començar a jugar contra equips anglesos: l'1 de gener de 1878 va jugar contra el Darwen a Barley Bank, i l'endemà contra el Blackburn Rovers a l'Alexandra Meadows. Cap a finals d'aquell any va començar a jugar al Darwen, de Lancashire, junt amb el seu amic Jimmy Love. En aquell moment el futobl estava considerat un esport amateur, i l'arribada de Suter al Darwen va aixecar sospites que havia rebut una remuneració per canviar d'equip. Amb el seu nou equip, Suter va arribar a quarts de finals de la FA Cup on va perdre contra l'Old Etonians. Durant l'estiu de 1880 la controvèrsia sobre el seu suposat professionalisme augmentà quan començà a jugar al Blackburn Rovers, que era el rival local del Darwen, rivalitat que augmentà amb la polèmica i els incidents en alguns partits. Posteriorment, el 1902 Suter hauria admès haver cobrat per jugar al futbol, en una entrevista publicada al Lancashire Daily Post. Amb el Blackburn, va guanyar tres finals de la FA Cup (1884, 1885 i 1886), i va arribar a participar en un partit de la nova lliga de futbol anglesa, el 22 de desembre del 1888 contra el West Bromwich. Ja retirat, Suter va dirigir l'Hotel Millstone a Darwen. Va morir a Blackpool el 1916.

## Recreació televisiva
Suter és un dels personatges principals de la minisèrie The English Game (Netflix, 2020), interpretat per Kevin Guthrie, on s'hi narra la seva trajectòria en aquella època de transformació del futbol i la primera victòria d'un equip format per obrers davant els Old Etonians a la final de la FA Cup. S'ha criticat el fet que la sèrie omet que aquell equip era el Blackburn Olympic i no el Blackburn Rovers, com pot semblar.